# Пшент
Пшент (от гръцки ψχεντ) се нарича Съставната корона в Древен Египет, представляваща комбинация между Червената корона на Долен Египет и Бялата корона на Горен Египет. Носенето на Съставната корона в Древен Египет символизира могъществото и властта на фараоните над целия Египет.  На двойната корона е изобразена кобра готова за атака, символизираща Уаджет (богинята-покровител на Долен Египет) и лешояд, символизиращ Нехбет (богинята-покровител на Горен Египет). Много от египетските фараони често са изобразявани само с една от короните, по-рядко се срещат сцени, в които носят Съставната корона (Пшент). Съставната корона смволизира властта на „Двете земи“ (Горен и Долен Египет). 
Създаването на пшент е приписването на фараона от Първа династия Менес, но първия, който я е носил може би е бил Джет; скален надпис показва негови Хор да я носи.
|  |  |  |